# Цеслер, Владимир Яковлевич

Влади́мир Я́ковлевич Це́слер (бел. Уладзíмір Я́каўлевіч Цэ́слер, род. 30 апреля 1951, Слуцк, БССР, СССР) — советский и белорусский художник, дизайнер.
Направления его работ — плакат, живопись, графика, скульптура, промышленный и полиграфический дизайн. Наиболее известен как автор плакатов.
Жил и работал в Минске, с 2020 года живёт на Кипре.

## Биография
Родился в Слуцке 30 апреля 1951 года. В детстве занимался в Слуцкой изостудии Городского дома пионеров и школьников у преподавателя и известного художника Владимира Садина (1924—2010 гг.)
Двоюродный дед Владимира Цеслера Абрам Грек жил в известном в Минске «Доме масонов». Владимир часто бывал там в гостях, а после армии остался жить.
С 1978 года работал совместно с художником Сергеем Войченко, который умер в 2004 году. За период совместной работы творческий дуэт стал лауреатом более 40 международных конкурсов. После смерти Сергея Войченко Владимир Цеслер работает один.
Во время протестов 2020 года в Беларуси стал членом Координационного совета по организации процесса преодоления политического кризиса. 21 августа 2020 года был вынужден уехать из Беларуси. Живёт на Кипре.
До 2019 года был членом Белорусского союза дизайнеров, до 2023 года — Белорусского союза художников.

## Творчество
Цеслер — один из самых известных художников и дизайнеров современной Беларуси. Направления его работ плакат, живопись, графика, скульптура, промышленный и полиграфический дизайн. Наибольшую известность получили совместные работы Цеслера и Войченко в области плакатного искусства.
Самый известное произведение Цеслера и Войченко — «Проект века. 12 из ХХ», в котором 12 значимых художников XX века были представлены в виде яиц. Проект выставлялся в Пушкинском музее в Москве, в Музее Людвига при Русском музее в Санкт-Петербурге, на Венецианской биеннале. Плакат 1986 года «От года мира к миру без войн» авторства Войченко, Шелютто и Цеслера получил премию Генерального секретаря ООН. В 1999 году на фестивале рекламы «Европейская линия» в Минске получил «Гран-при» в номинации «печатная реклама» плакат Цеслера и Войченко «Два солнца» (реклама автомобиля Peugeot 406). Тридцать семь работ Цеслера и Войченко включены в коллекцию Национального художественного музея Беларуси.
Работы Цеслера экспонировались в Музее плаката в Лувре, в частности совместный с Войченко плакат «Вудсток. 30 лет. Levi`s». Один из плакатов Цеслера был удостоен почётного упоминания («honorable mention») на 28-м Международном биеннале плакатов в Варшаве.
Владимир также оформил несколько альбомов для певца Андрея Макаревича, принимал участие в разработке «Ё-мобиля».
В 2018 году был опубликован каталог работ Tsesler.com в двух частях.
Искусствовед Оксана Коврик пишет о творчестве Цеслера и Войченко, что «стирание привычных жанровых рамок, размывание границ, превращение политического или сатирического образа в универсальный рекламный продукт … представляет собой естественный и органичный процесс формирования новой эстетики в современном посткультурном обществе». Галерист и культурный деятель Марат Гельман высоко оценил творчество Цеслера. По мнению Гельмана, юмор Цеслера создает мемы. Гельман считает его «тонким художником с пластическим чутьем и вниманием к нюансам» и назвал его «художником с оптическим прицелом».